# Geher-Länderkampf der Frauen 1986 BR Deutschland – Frankreich – Schweiz – Tschechoslowakei
| 18. Leichtathletik-Länderkampf mit bundesdeutscher Beteiligung 1986                 | 18. Leichtathletik-Länderkampf mit bundesdeutscher Beteiligung 1986 |
| ----------------------------------------------------------------------------------- | ------------------------------------------------------------------- |
|                                                                                     |                                                                     |
| Gehervergleich der Frauen: BR Deutschland – Frankreich – Schweiz – Tschechoslowakei |                                                                     |
| Austragungsort                                                                      | Eschborn                                                            |
| Wettbewerbe                                                                         | 1                                                                   |
| Datum                                                                               | 13. September                                                       |
| 1. CSK 2. FRA 3. FRG 4. SUI                                                         | 28 Punkte 25 Punkte 20 Punkte 06 Punkte                             |
| Chronik                                                                             |                                                                     |
| ← ITA-FRG (M)                                                                       | FRG-FRA-SUI-CSK Geher (M) →                                         |

Der achtzehnte Vergleich des Länderkampfjahres 1986 fand als einziger Länderkampf der Geherinnen in diesem Jahr am 13. September gegen Frankreich, die Schweiz und die Tschechoslowakei statt. Ausrichter war die südhessische Stadt Eschborn. Gegen Frankreich hatte es in der Vergangenheit bereits mehrere Zweiländerkämpfe mit wechselnden Ausgängen gegeben. Auch gegen die Schweiz hatten die bundesdeutschen Geherinnen bereits Begegnungen bestritten, die jeweils an die Bundesrepublik gegangen waren. Die Tschechoslowakei war dagegen ein Premierengegner.

## Modus
Auf dem Programm stand ein Wettbewerb über zehn Kilometer, der auf der Straße ausgetragen wurde. Jede Nation konnte drei Geherinnen stellen, die alle in die Wertung kamen. Dreizehn Punkte erhielt die Siegerin, für Rang zwei wurden elf Punkte vergeben, für Platz drei zehn Punkte, für Platz vier neun Punkte usw.

## Ergebnis
In der Einzelwertung siegte eine französische Geherin. Das homogenste Team war die Tschechoslowakei mit den Rängen zwei, drei und sechs sowie 58 Punkten. Frankreich belegte mit 47 Punkten auf den Einzelrängen eins, fünf und neun den zweiten Platz in der Länderkampfwertung. Die Bundesrepublik Deutschland kam mit 41 Punkten sowie den Einzelrängen vier, sieben und acht auf den dritten Platz in der Gesamtwertung. Vierter wurde die Schweiz mit sechs Punkten sowie den hinteren Einzelrängen zehn, elf und zwölf.

## Legende
Kurze Übersicht zur Bedeutung der Symbolik – so üblicherweise auch in sonstigen Veröffentlichungen verwendet:
| k. A. | keine Angabe |

## Resultat

### 10-km-Straßengehen
| Platz | Athletin                   | Land | Zeit (min) |
| ----- | -------------------------- | ---- | ---------- |
| 01    | Suzanne Griesbach          | FRA  | 48:27      |
| 02    | Dana Vavřačová             | CSK  | 48:54      |
| 03    | Jana Zárubová              | CSK  | 48:59      |
| 04    | Renate Warz                | FRG  | 49:04      |
| 05    | Jeanine Gosselin           | FRA  | 49:51      |
| 06    | Jana Jergová               | CSK  | 49:57      |
| 07    | Barbara Kollorz            | FRG  | 50:02      |
| 08    | Jutta Schwoche             | FRG  | 50:49      |
| 09    | Anne-Catherine Berthonnaud | FRA  | 51:00      |
| 10    | Heidi Rebellato            | SUI  | 53:12      |
| 11    | Edith Sappl                | SUI  | 53:58      |
| 12    | Samantha Guinchard         | SUI  | k. A.      |